# Michael Reed
Michael Reed (* 7. Juli 1929 in Kanada; † 15. Dezember 2022) war ein kanadisch-britischer Kameramann.

## Leben
Michael Reed arbeitete sich in England über Gehilfen- und Assistentenfunktionen zum Chefkameramann hoch. Nach zahlreichen billig produzierten und wenig anspruchsvollen Streifen fotografierte er in seiner weiteren Laufbahn auch Filme wie Im Geheimdienst Ihrer Majestät aus der James-Bond-Reihe. Für das Fernsehen drehte Reed u. a. mehrere Folgen von Mit Schirm, Charme und Melone. Sein Schaffen als Kameramann umfasst rund 50 Produktionen. Die 1983 gemeinsam mit Richard Hartley veröffentlichte Single The Music Of Torvill And Dean wurde 1984 im UK mit einer Silbernen Schallplatte ausgezeichnet.

## Filmografie (Auswahl)
- 1960: The Malpas Mystery
- 1963: Die brennenden Augen von Schloss Bartimore (The Gorgon)
- 1963: Die Teufelspiraten (Devil Ship Pirates)
- 1963: Die Verräter (The Traitors)
- 1964: Der Millionenschatz (The Moon-Spinners)
- 1965: Blut für Dracula (Dracula – Prince of Darkness)
- 1965: Die Goldpuppen (The Pleasure Girls)
- 1966: Rasputin – der wahnsinnige Mönch (Rasputin, the Mad Monk)
- 1966: Marrakesch (Our Man in Marrakesh)
- 1967: Der Sklave der Amazonen (Slave Girls)
- 1969: Ausbruch der 28 (The McKenzie Break)
- 1969: Hermetico – Die unsichtbare Region (The Fiction Makers)
- 1969: James Bond 007 – Im Geheimdienst Ihrer Majestät (On Her Majesty’s Secret Service)
- 1970: Manfred von Richthofen – Der Rote Baron (Von Richthofen and Brown)
- 1971: Der Agent, der seinen Leichnam sah (The Groundstair Conspiracy)
- 1973: Botschaft für Lady Franklin (The Hireling)
- 1974: Galileo
- 1974: Die Jagd nach den gestohlenen Diamanten (Diamonds on Wheels)
- 1975: Brüll den Teufel an (Shout at the Devil)
- 1978: Die Passage (The Passage)
- 1981: Ein perfekter Bruch (Loophole)
- 1984: Kim
- 1985: Wildgänse 2 (Wild Geese II)